# Armindo Vaz d'Almeida
Armindo Vaz d'Almeida foi um político são-tomense. Durante 1995 e 1996, foi primeiro-ministro de São Tomé e Príncipe, representando o partido político Movimento de Libertação de São Tomé e Príncipe – Partido Social Democrata (MLSTP-PSD).